# Physocyclus mysticus
Physocyclus mysticus är en spindelart som beskrevs av Chamberlin 1924. Physocyclus mysticus ingår i släktet Physocyclus och familjen dallerspindlar. Inga underarter finns listade i Catalogue of Life.